# Mahasz
Mahasz (от венг. Magyar Hanglemezkiadók Szövetsége — Ассоциация венгерских звукозаписывающих компаний) — венгерская музыкальная ассоциация, основанная в 1992 году. Mahasz отвечает за организацию вручения музыкальной премии «Фонограмма», составление национальных музыкальных хит-парадов и сертификацию музыкальных релизов.

## Сертификация

### Альбомы
| Статус        | до июня 1992 | до декабря 1997 | до апреля 2002 | до марта 2005 | до сентября 2006 | до октября 2009 | после октября 2009 |
| ------------- | ------------ | --------------- | -------------- | ------------- | ---------------- | --------------- | ------------------ |
| Золотой       | 100.000      | 50.000          | 25.000         | 15.000        | 10.000           | 7.500           | 5.000              |
| Платиновый    | 200.000      | 100.000         | 50.000         | 30.000        | 20.000           | 15.000          | 10.000             |
| Бриллиантовый | 400.000      | 200.000         | -              | -             | -                | -               | -                  |

### Синглы
| Статус     | Продажи |
| ---------- | ------- |
| Золотой    | 1.500   |
| Платиновый | 3.000   |

### Музыкальные DVD
| Статус     | Джаз/Классика | Поп   |
| ---------- | ------------- | ----- |
| Золотой    | 1.000         | 2.000 |
| Платиновый | 2.000         | 4.000 |